# Kamimuria maolanensis
Kamimuria maolanensis és una espècie d'insecte pertanyent a la família dels pèrlids que es troba a la Xina: Guizhou.